# Cory Michael Smith

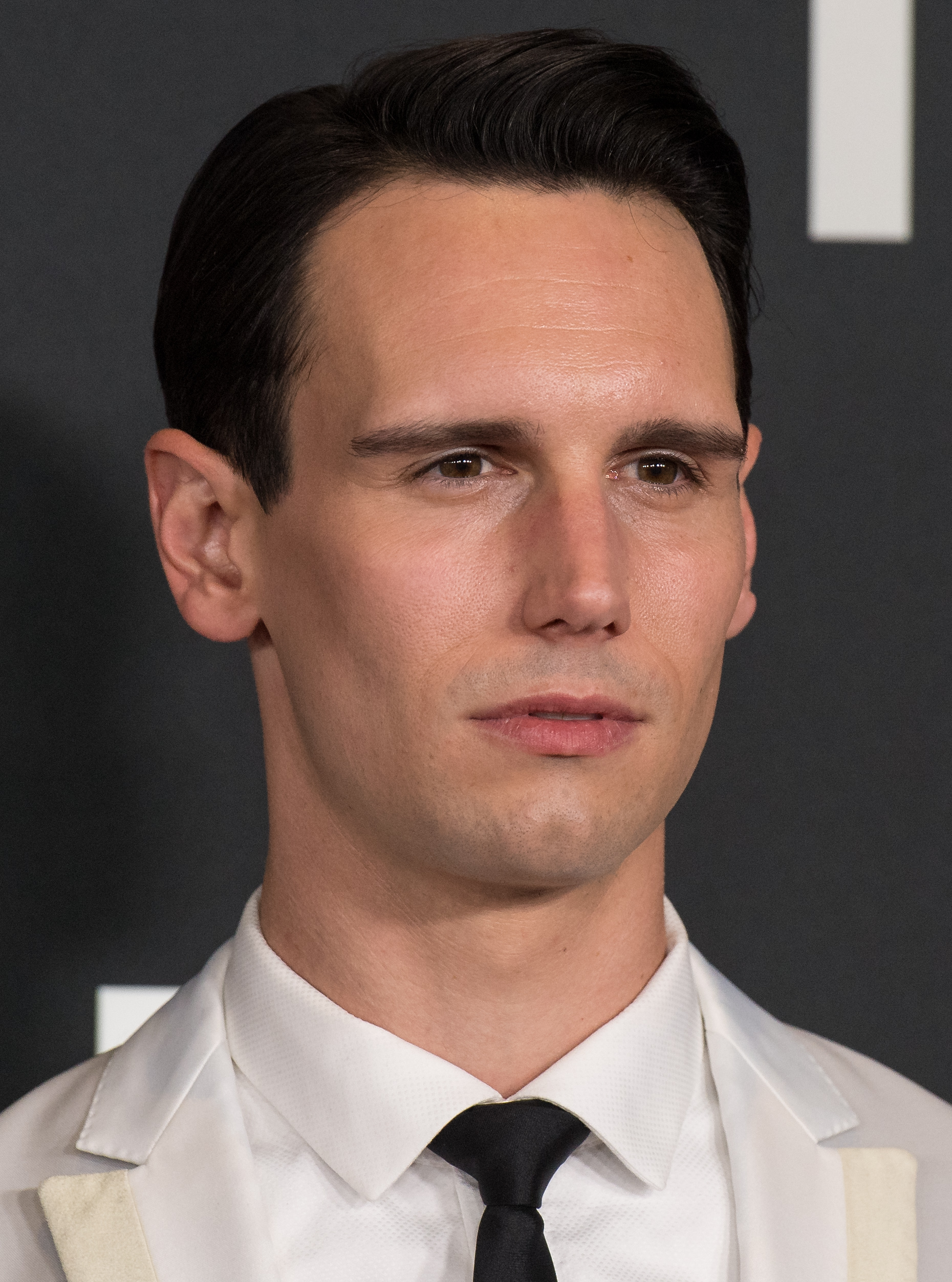
Cory Michael Smith im Oktober 2018

Cory Michael Smith (* 14. November 1986 in Columbus, Ohio) ist ein US-amerikanischer Schauspieler. Einem breiten Publikum wurde er durch seine Hauptrolle des Riddlers in der Fernsehserie Gotham (2014–2019) bekannt. 

## Leben
Cory Michael Smith, der jüngste Sohn von David Smith und der Krankenschwester Theresa Fagan, wuchs zusammen mit seinem älteren Bruder Chad in Columbus auf. Seinen Abschluss machte er 2005 an der Hilliard Darby High School in Hilliard (Ohio). Seine Berufsziele schwankten zu der Zeit zwischen Rechtsanwalt und Konzertpianist. Während seines vierjährigen Studiums an der privaten Otterbein University in Westerville (Ohio) sammelte er erste Theater-Erfahrungen bei Bühnenstücken wie The Scene, Der kaukasische Kreidekreis, Wer hat Angst vor Virginia Woolf? und Tartuffe.
In einem Artikel vom März 2018 bezeichnete er seine Sexualität als queer.

## Karriere

### Theater
Zwischen 2009 und Anfang 2012 trat Smith in verschiedenen regionalen Theaterproduktionen in New York auf. So spielte er die Hauptrolle des Matt Hucklebee in dem Musical The Fantasticks im Barrington Stage Company in Berkshires (Massachusetts) und im Repertory Theatre in St. Louis. 2011 spielte Smith in der Off-Broadway Premiere des Rock-Musicals The Shaggs: Philosophy of the World im Playwrights Horizons.
2013 gelang ihm der Sprung auf den Broadway. Neben Emilia Clarke spielte er in der Musical-Adaption von Truman Capotes Frühstück bei Tiffanys die Rolle des Fred.

### Film und Fernsehen
Neben Twilight-Star Kristen Stewart spielte Cory Michael Smith in dem im Januar 2014 auf dem Sundance Film Festival erschienenen Kriegsdrama Camp X-Ray – Eine verbotene Liebe von Regisseur Peter Sattler. Darin spielt er den PFC Bergen, einem Wärter des gleichnamigen Camp X-Ray im Gefangenenlager „Guantanamo“ der United States Navy.
Weitere Rollen hatte er neben Amanda Seyfried im kurzen Horrorfilm „Dog Food“ und neben Cate Blanchett und Rooney Mara im Filmdrama „Carol“.
Seinen endgültigen Durchbruch auf der Leinwand schaffte Smith 2014 mit der Besetzung der Hauptrolle des Edward „Riddler“ Nygma in der Krimiserie Gotham, die auf dem Batman-Comicuniversum von DC Comics basiert. Während der Produktion Gothams war er als Nebendarsteller in Wonderstruck und Aufbruch zum Mond zu sehen. 
In dem 2018 erschienenen Indiefilm 1985, der von einem sterbenden AIDS-Kranken handelt, welcher seine konservative Familie in Texas besucht, um ein letztes Weihnachten mit ihnen zu verbringen, war er als Executive Producer tätig und übernahm die Hauptrolle des Adrian Smith.
Im Juli 2018 präsentierte er Kalle Oskari Mattilas Aufsatz Catfishing Strangers to Find Myself für den Modern Love Podcast der New York Times. 2020 war er als Thomas Christie in der Fernsehserie Utopia von Prime Video zu sehen.

## Filmografie (Auswahl)
- 2014: Camp X-Ray – Eine verbotene Liebe (Camp X-Ray)
- 2014: Dog Food
- 2014: Olive Kitteridge (Miniserie)
- 2014–2019: Gotham (Fernsehserie, 100 Folgen)
- 2015: Carol
- 2017: Wonderstruck
- 2018: 1985
- 2018: Aufbruch zum Mond (First Man)
- 2020: Utopia (Fernsehserie)
- 2022: Call Jane
- 2023: Transatlantic (Fernsehserie)
- 2025: Sentimental Value

## Theater (Auswahl)
- 2011: Edith Can Shoot Things and Hit Them[11]
- 2013:	Cock aka The Cockfight Play
- 2013:	Der Wal
- 2013:	The Shaggs: Philosophy of the World
- 2013:	Frühstück bei Tiffany
- 2017: Attentäter[12]

## Auszeichnungen und Nominierungen
- 2015: Nominierung bei den Critics’ Choice Television Awards als „Bester Nebendarsteller in einem Film / Miniserie“ als Dr. Kevin Coulson in Olive Kitteridge[13]
- 2017: Nominierung für einen Teen Choice Award als „Choice TV: Villain“ als Edward Nygma in Gotham[14]
- 2018: Auszeichnung als „Bester Hauptdarsteller in einem Spielfilm“ als Adrian Lester in 1985 beim Queen Palm International Film Festival[15]